# مدرسة أوكلاند الثانوية الدولية
فتحت مدرسة أوكلاند الثانوية الدولية أبوابها في أغسطس 2007 بدعمٍ من مدرسة أوكلاند الموحدة المركزية التابعة لـ الشبكة الدولية للمدارس العامة ومؤسسة بيل ومليندا غيتس. وتستهدف المدرسة مجموعةً من الطلاب، مثل المهاجرين الذين وصلوا حديثًا ومن عانوا من الاضطهاد الوطني تاريخيًا في كاليفورنيا وأوكلاند.

## الرسالة
تتمثل رسالة مدرسة أوكلاند الثانوية الدولية في تقديم تعليم عالي الجودة للمهاجرين ممن وصلوا حديثًا؛ حيث تركز على اكتساب اللغة الإنجليزية كخطوة للإعداد للجامعة.

## الطلاب
تتكون نسبة 100% من الطلاب من متعلمي اللغة الإنجليزية، أي تقريبًا جميع من هاجر إلى الولايات المتحدة في السنوات الأربع الأخيرة. ويتحدث الطلاب بشكلٍ إجمالي ما يزيد عن 30 لغة بخلاف الإنجليزية. وقد جاء الطلاب مما يزيد عن ثلاث مجموعاتٍ من الدول: أفغانستان، والبرازيل، وبوتان، وبورما، وكمبوديا، والصين، والكونغو، وكوت ديفوار (ساحل العاج)، وكوبا، والجابون، وألمانيا، وغانا، وغواتيمالا، والسلفادور، وإريتريا، وإثيوبيا، وهايتي، وهندوراس، والهند، والعراق، واليابان، وليبريا، فضلاً عن ماكاو، والمكسيك، ومنغوليا، والمغرب، ونيبال، ونيكاراغوا، ونيجيريا، وبيرو، والفلبين، وروسيا، وكوريا الجنوبية، وسريلانكا، وتايلند، وأوكرانيا، وأوزبكستان، وفيتنام واليمن. ونسبة 52% من الطلاب من أمريكا الجنوبية، و6% منهم من إفريقيا، و36% منهم من آسيا، و6% منهم عرب أو من الجنس الأبيض. وحوالي 25% من الطلاب من المهاجرين اللاجئين، ممن هربوا من النزاعات العرقية في ليبيريا ونيبال وبورما وآسيا الوسطى. ويستحق ما يزيد عن 90% من مجموع الطلاب الحصول على الغذاء مجانًا أو بسعرٍ مخفض.

## منهج المدارس الدولية
يتلقى معلمو مدرسة أوكلاند الثانوية الدولية تدريبًا على منهج المدارس الدولية في تعليم الطلاب كيفية تطوير مهارات التحدث والكتابة والقراءة باللغة الإنجليزية. وقد تأسس هذا المنهج على فكرة أن اكتساب اللغة الإنجليزية يكون أقوى في بيئة أكاديمية حيث يشارك الطلاب في 1) مجموعاتٍ متباينة باستخدام 2) مناهج تعتمد على المشاريع، حيث 3) يتم دمج تعلم الإنجليزية في جميع نواحي المحتوى. ومن خلال العمل في مجموعاتٍ صغيرة، يدرس الطلاب المحتوى الأكاديمي والفنون والموسيقى والتكنولوجيا من خلال مشروعاتٍ شيقة، دقيقة وعملية أثناء تعلمهم اللغة الجديدة.

## معلومات تاريخية
إن مدرسة أوكلاند الثانوية الدولية هي عضو في الشبكة الدولية للمدارس العامة، وهي مؤسسة لا تهدف إلى الربح نشأت بفضل التعاون بين مجموعة من المدارس الدولية الثانوية في مدينة نيويورك. وهي تدعم الآن 12 مدرسة أخرى في نيويورك وكاليفورنيا. وقد افتُتِحت أول مدرسة ثانوية دولية عام 1985 في الحرم الجامعي الخاص بكلية المجتمع في لاجارديا؛ وبعد ذلك تم بناء مدرستين أخريين في تسعينيات القرن العشرين. ومنذ عام 2001، افتتحت الشبكة تسع مدارس ثانوية إضافية وقدمت لها الدعم الكافي بمساعدة مؤسسة بيل ومليندا غيتس. وتخدم شبكة المدارس هذه سنويًا ما يقرب من 4 آلاف طالبٍ مهاجر من 90 دولة. ويتمثل هدف الشبكة في توفير تعليم عالي الجودة للمهاجرين ممن وصلوا حديثًا وذلك من خلال تطوير المدارس العليا الصغيرة وربطها بعضها ببعض استنادًا إلى منهج المدارس الدولية.

## وصلات خارجية
- School Website
- The Internationals Network for Public Schools Website نسخة محفوظة 28 يوليو 2009 على موقع واي باك مشين.
- Oakland Unified School District Case Study: Oakland International High School by the School Redesign Network at Stanford University

‌